# کلیچکی
کلیچکی (به لهستانی:  Kliczki) یک روستا در لهستان است که در گمینا رگیمین واقع شده‌است.